# Северный регион (Мальта)
Северный регион (англ. Northern Region, мальт. Reġjun Tramuntana) — один из пяти регионов Мальты. В его состав входят 12 муниципалитетов. Регион граничит с Центральным и Южным регионами Мальты.
Северный регион был сформирован в 2009 году в соответствии с Актом № XVI и является частью упразднённого региона Малта-Маййистрал.